# لبنى طاهري
لبنى طاهري هي سياسية ونائبة برلمانية مغربية وُلدت في مدينة مكناس في المغرب.

## مسيرتها المهنية
أنتخبت لبنى طاهري عضوةً في البرلمان المغربي في الانتخابات التشريعية المغربية لعام 2016 وحتى عام 2021 عن الدائرة الانتخابية الوطنية الجزء الأول المخصص للنساء ممثلةً لحزب الحركة الشعبية، وضمن الكتلة البرلمانية لنفس الحزب، وكانت عضو نشط في لجنة البنية التحتية والطاقة والمناجم والبيئة ضمن الفريق الحركي بالبرلمان المغربي. تركت لبنى طاهري حزب الحركة الشعبية وانضمت بعد ذلك لحزب الاتحاد الدستوي، وأصبحت النائبة الثامنة لرئيس حزب الاتحاد الدستوري، ثُم أصبحت عضوة بمجلس ومكتب جماعة مكناس كوكيلة لائحة النساء بالمجلس.